# Горово (Бургасская область)
Горово (болг. Горово) — село в Болгарии. Находится в Бургасской области, входит в общину Сунгурларе. Население составляет 30 человек.

## Политическая ситуация
В местном кметстве Черница, в состав которого входит Горово, должность кмета (старосты) исполняет Пенка Митева Христова (Болгарская социалистическая партия (БСП)) по результатам выборов.
Кмет (мэр) общины Сунгурларе — Георги Стефанов Кенов (Движение за права и свободы (ДПС)) по результатам выборов.